# This is Not a Club
This is Not a Club es un documental estadounidense con comedia y drama de 2015, dirigido por Ari Levinson, escrito por Sami Kriegstein y Erica Dasher, esta última también es parte de la producción, a cargo de la musicalización estuvo Brandon Chapman y el único protagonista es Chris Pine, que hace de narrador. Esta obra se estrenó el 26 de abril de 2015.

## Sinopsis
Este documental muestra a un grupo de alumnos de secundaria de toda la nación en su pelea por la gloria, en el no tan conocido ámbito de la actuación competitiva.